# Giro dell'Appennino 2015
Il Giro dell'Appennino 2015, settantaseiesima edizione della corsa e valida come evento dell'UCI Europe Tour 2015 categoria 1.1, si è svolto il 26 aprile 2015, per un percorso totale di 191,7 km. La vittoria è stata appannaggio dello spagnolo Omar Fraile della Caja Rural davanti a Stefano Pirazzi e Damiano Cunego
Il vincitore ha terminato la gara in 4h43'14, alla media di 40,612 km/h. Da Novi Ligure sono partiti 99 ciclisti, 60 dei quali hanno completato la gara.

## Squadre partecipanti
| N.      | Cod. | Squadra                      |
| ------- | ---- | ---------------------------- |
| 1-8     | AND  | Androni Giocattoli-Venezuela |
| 11-18   | BAR  | Bardiani-CSF                 |
| 21-28   | COL  | Colombia                     |
| 31-38   | NIP  | Nippo-Vini Fantini           |
| 41-48   | STH  | Southeast                    |
| 51-58   | ITA  | Squadra nazionale italiana   |
| 61-68   | CJR  | Caja Rural-Seguros RGA       |
| 71-78   | RVL  | RusVelo                      |
| 81-88   | VHS  | MG.K Vis-Vega                |
| 91-98   | IDE  | Idea 2010 ASD                |
| 101-108 | UNI  | Unieuro-Wilier               |
| 111-118 | AMO  | Amore & Vita-Selle SMP       |
| 121-128 | LOK  | Lokosphinx                   |
| 131-138 | TIR  | Tirol Cycling Team           |

## Ordine d'arrivo (Top 10)
| Pos. | Corridore                  | Squadra            | Tempo    |
| ---- | -------------------------- | ------------------ | -------- |
| 1    | Omar Fraile                | Caja Rural         | 4h43'13" |
| 2    | Stefano Pirazzi            | Bardiani-CSF       | a 1"     |
| 3    | Damiano Cunego             | Nippo-Vini Fantini | a 2"     |
| 4    | Franco Pellizotti          | Androni            | s.t.     |
| 5    | Amets Txurruka             | Caja Rural         | s.t.     |
| 6    | Francesco Manuel Bongiorno | Bardiani-CSF       | s.t.     |
| 7    | Simone Petilli             | Unieuro            | s.t.     |
| 8    | Edoardo Zardini            | Bardiani-CSF       | a 3"     |
| 9    | Sergej Šilov               | Lokosphinx         | a 1'09"  |
| 10   | Davide Gabburo             | Italia             | s.t.     |